# MaXXXine
MaXXXine es una película slasher estadounidense escrita y dirigida por Ti West. Es la tercera y última entrega de la trilogía X, siguiendo a X y Pearl. La película está protagonizada por Mia Goth, que repite su papel como Maxine Minx (y también se desempeña como productora), junto a Elizabeth Debicki, Moses Sumney, Michelle Monaghan, Bobby Cannavale, Lily Collins, Halsey, Giancarlo Esposito y Kevin Bacon siendo parte del elenco. La película sigue a Maxine, la única sobreviviente de los actos violentos vistos en X, buscando la fama y el éxito en la década de 1980 en Los Ángeles.
MaXXXine se estrenó el 5 de julio en los Estados Unidos por A24 y el 4 de julio en México por Universal Pictures.

## Trama

### Sinopsis
Después de ser la única sobreviviente de una masacre, Maxine se muda a Los Ángeles a principios de la década de 1980 para perseguir sus sueños de convertirse en una actriz famosa.

### Argumento
Los Angeles, California, 1985. En el contexto del caso del Acosador Nocturno, Maxine Minx (Mia Goth) se presenta para una audición para el film de terror The Puritan II, obteniendo el papel principal a pesar de que solamente cuenta como antecedente su carrera en las películas pornográficas. Ella le da las buenas noticias a su amigo Leon (Moses Sumney) y a su colega Amber James (Chloe Farnworth), y esta última la invita a una fiesta en Hollywood Hills, a la que Maxine rechaza. Luego, Maxine llega a su otro trabajo en un peep show, donde una misteriosa figura vestida de cuero la observa con furia. Allí se encuentra con otra colega del cine pornográfico, Tabby Martin (Halsey), quien también la invita a la fiesta, pero Maxine rechaza nuevamente.
La figura misteriosa le deja a Maxine una cinta VHS, la cual contiene escenas del film pornográfico que ella y sus amigos fallecidos intentaron filmar seis años atrás, Ella le pide a un confundido Leon si puede ayudarla a encontrar de dónde proviene la cinta. Mientras, en Hollywood Hills, Tabby Amber son asesinadas y sus cuerpos son marcados con inscripciones satánicas. Luego, Max es invitada a encontrarse con John Labat (Kevin Bacon), un investigador privado que le informa que sus crímenes serán revelados a menos que se encuentre con su empleador esa misma noche en una dirección en Starlight Drive o, de lo contrario, habrá consecuencias.Los detectives de la policía de Los Angeles Williams (Michelle Monaghan) y Torres (Bobby Cannavale) interrogan a Maxine acerca de Tabby y Amber, pero ella se rehúsa a contestar. Posteriormente, ve a Labat siguiéndola y ella lo ataca, advirtiéndole que se mantenga alejado de ella.
Ignorando el pedido de Labat, Maxine pasa la noche practicando sus líneas del guion de The Puritan II. Mientras tanto, Leon es asesinado en la tienda de video donde trabaja. Los detectives insisten en conseguir la cooperación de Maxine, pero ella sigue negándose a cooperar. Maxine habla con Teddy Knight (Giancarlo Esposito), su agente, confesándole los sucesos ocurridos años atrás y pidiéndole ayuda. Teddy no logra encontrar información sobre Labat pero decide igualmente ayudarla. En el set de The Puritan II, Maxine conoce a Molly Bennet (Lily Collins), la protagonista del film anterior, quien asimismo habla de una fiesta en Hollywood Hills. Poco después, Labat persigue a Maxine por los estudios de Universal a punta de pistola. Maxine se oculta en el set de la casa de Psicosis y Labat es llevado afuera por un guardia de seguridad (Larry Fessenden). Esa noche, en una discoteca, Maxine hace que Labat la siga, siendo emboscado por ella, Knight y su amigo Shepard Turei (Uli Latukefu), atrapándolo dentro de su auto, el cual es aplastado por una compresora.
Finalmente, Maxine decide visitar la dirección suministrada por Labat, mientras Torres y Williams la siguen. Allí encuentra el cuerpo desmembrado de Molly Bennett y se entera de que los asesinatos fueron cometidos por su padre, Ernest Miller (Simon Prast), un telepredicador, con la ayuda de algunos miembros fundamentalistas de su congregación. Miller le dice que él y su grupo han estado filmando los asesinatos a manera de un film snuff, con el objetivo de exponer a Hollywood por lo que dicen que es, un ambiente corrupto y pecaminoso. Creyendo que aun puede "salvar" a Maxine, la atan a un árbol con el objetivo de realizarle un exorcismo, el cual también filman. Torres y Williams interrumpen la ceremonia, dando lugar a un tiroteo en el cual Miller resulta herido y sus seguidores fallecidos. Mientras los detectives siguen a Miller, Maxine logra liberarse de sus heridas y se une a la persecución, en la cual los agentes quedan mortalmente heridos por el predicador. Ahora armada con una escopeta, Maxine se enfrenta a su padre a los pies del cartel de Hollywood, pero es interrumpida por un helicóptero policial.
Maxine se ve a sí misma convertida en una celebridad acreditada por detener el culto de su padre, atendiendo la premier de The Puritan II e informando que la directora del film, Elizabeth Bender (Elizabeth Debicki), realizará una película biográfica sobre ella. De regreso a la realidad, Maxine le dispara a su padre, diciéndole que le dio lo que ella necesitaba: intervención divina. Un mes después, Maxine sigue trabajando en The Puritan II, deseando que su éxito nunca termine.

## Elenco
- Mia Goth como Maxine Minx
- Elizabeth Debicki como Elizabeth Bender
- Moses Sumney como Leon Green
- Simón Prast como Ernest Miller
- Michelle Monaghan como la Detective Williams
- Bobby Cannavale como el Detective Torres
- Lily Collins como Molly Bennett
- Halsey como Tabby Martin
- Chloe Farnworth como Amber James
- Giancarlo Esposito como Teddy Knight
- Sophie Thatcher como Artista  de Hollywood
- Kevin Bacon como el investigador privado John Labat

## Producción

### Desarrollo
Después de la presentación de Midnight Madness de Pearl en el Festival Internacional de Cine de Toronto de 2022, Ti West anunció el desarrollo de una tercera película, titulada MaXXXine. Tras el anuncio, el cineasta lanzó un clip teaser para la película. West escribió el guion y también dirigió la película, con Mia Goth retomando su papel como Maxine de la primera película. En abril de 2023, se anunció la incorporación al elenco de Elizabeth Debicki, Moses Sumney, Michelle Monaghan, Bobby Cannavale, Lily Collins, Halsey, Giancarlo Esposito y Kevin Bacon. La película es producida por Little Lamb y Mad Solar.

### Rodaje
La fotografía principal comenzó el 11 de abril de 2023. El rodaje duró siete semanas, teniendo lugar principalmente en Los Ángeles.
El rodaje terminó en mayo de 2023, anunciado mediante historias de Instagram del equipo de maquillaje, cabello y vestuario.

## Lanzamiento
MaXXXine se estrenó en los Estados Unidos el 5 de julio de 2024. A24 actúa como empresa distribuidora, además de su función de producción.